# Mutter-Anna-Kirche (Neustadt an der Waldnaab)

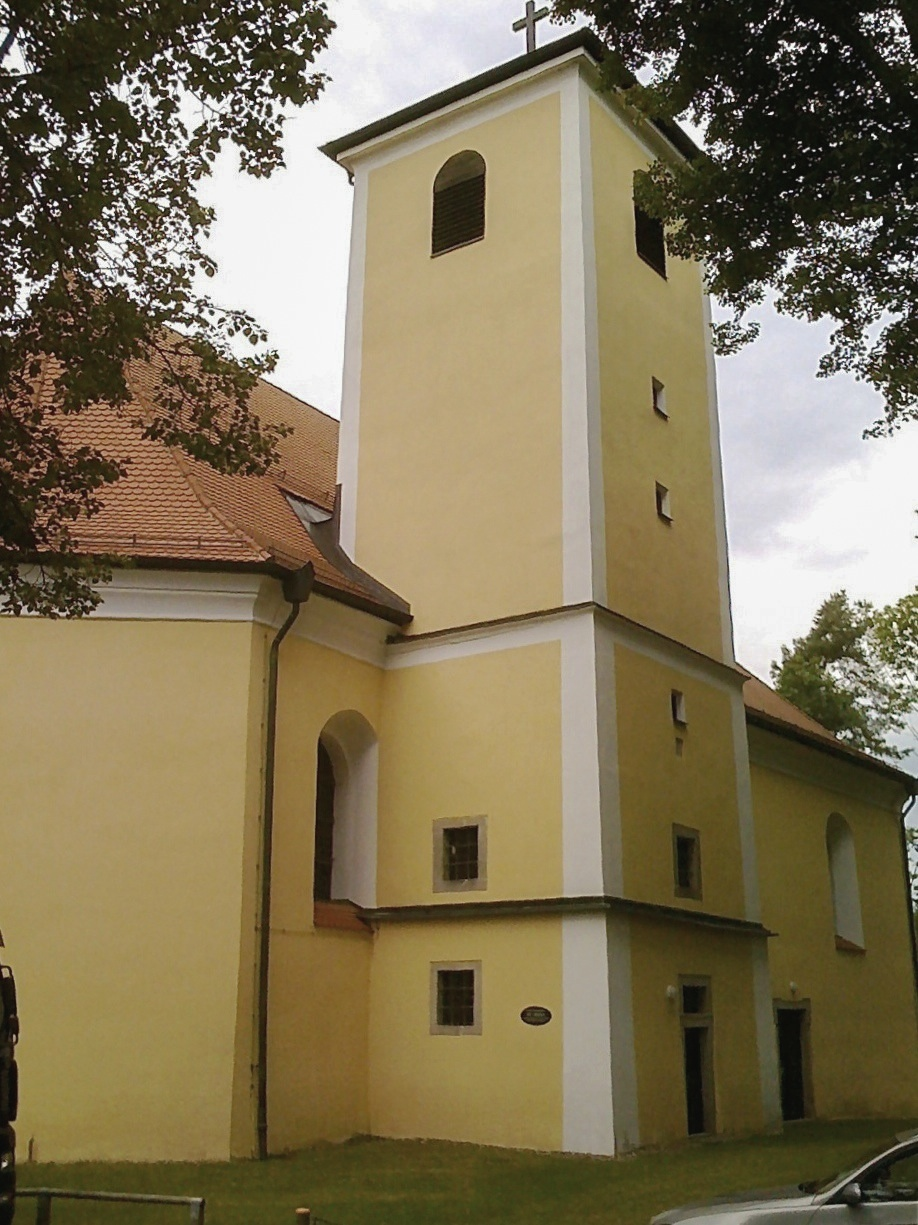
Außenansicht der Mutter-Anna-Kirche (August 2008)

Die Mutter-Anna-Kirche ist eine katholische Kirche in der Kreisstadt Neustadt an der Waldnaab, Ortsteil Mühlberg (Bayern, Oberpfalz). Die Kirche gehört zur katholischen Pfarrgemeinde Heilige Familie in Altenstadt an der Waldnaab im Bistum Regensburg. Auch nach der Gebietsreform, wodurch am 1. April 1972 der Ortsteil Mühlberg Neustadt an der Waldnaab zugeordnet wurde, verblieb das Gotteshaus kirchlich bei der Pfarrei Altenstadt an der Waldnaab.

## Baugeschichte
Im Jahr 1380 wurde die Kapelle St. Nikolaus anstelle einer ursprünglich dort vorhandenen alten Kultstätte errichtet. Die Kapelle St. Nikolaus war mit Glocken ausgestattet, von denen zwei aus dem 14. und 15. Jahrhundert erhalten sind. 1521 wurde die Kapelle baulich vergrößert und erhielt den Namen St. Anna. In den Jahren um 1770 wurde die Kirche weiter vergrößert und nahm die heutige Gestalt an. Im Jahre 1776 erhielt sie einen Hochaltar. Die ehemalige Orgel, ein Orgelpositiv mit vier Registern, welche die Kirche im Jahre 1819 erhielt, befindet sich heute im Stadtmuseum in Neustadt an der Waldnaab. 1830 erfolgten Einfassungsarbeiten am Hochaltar durch Thaddäus Rabusky.
Die Weltkriege überstand die Kirche unzerstört. 1942 wurden Renovierungsarbeiten am Hochaltar und an den Glasfenstern vorgenommen. Im Jahr 1981 erfolgten Sanierungsarbeiten am Dach. Im Jahr 1996 wurde die Kirche wegen Einsturzgefahr geschlossen. Von 1996 bis 1999 wurde die Mutter-Anna-Kirche umfassend renoviert (Gesamtaufwand: ca. 1,5 Millionen Deutsche Mark) und am 17. Juli 1999 wiedereröffnet.

## Innenraum

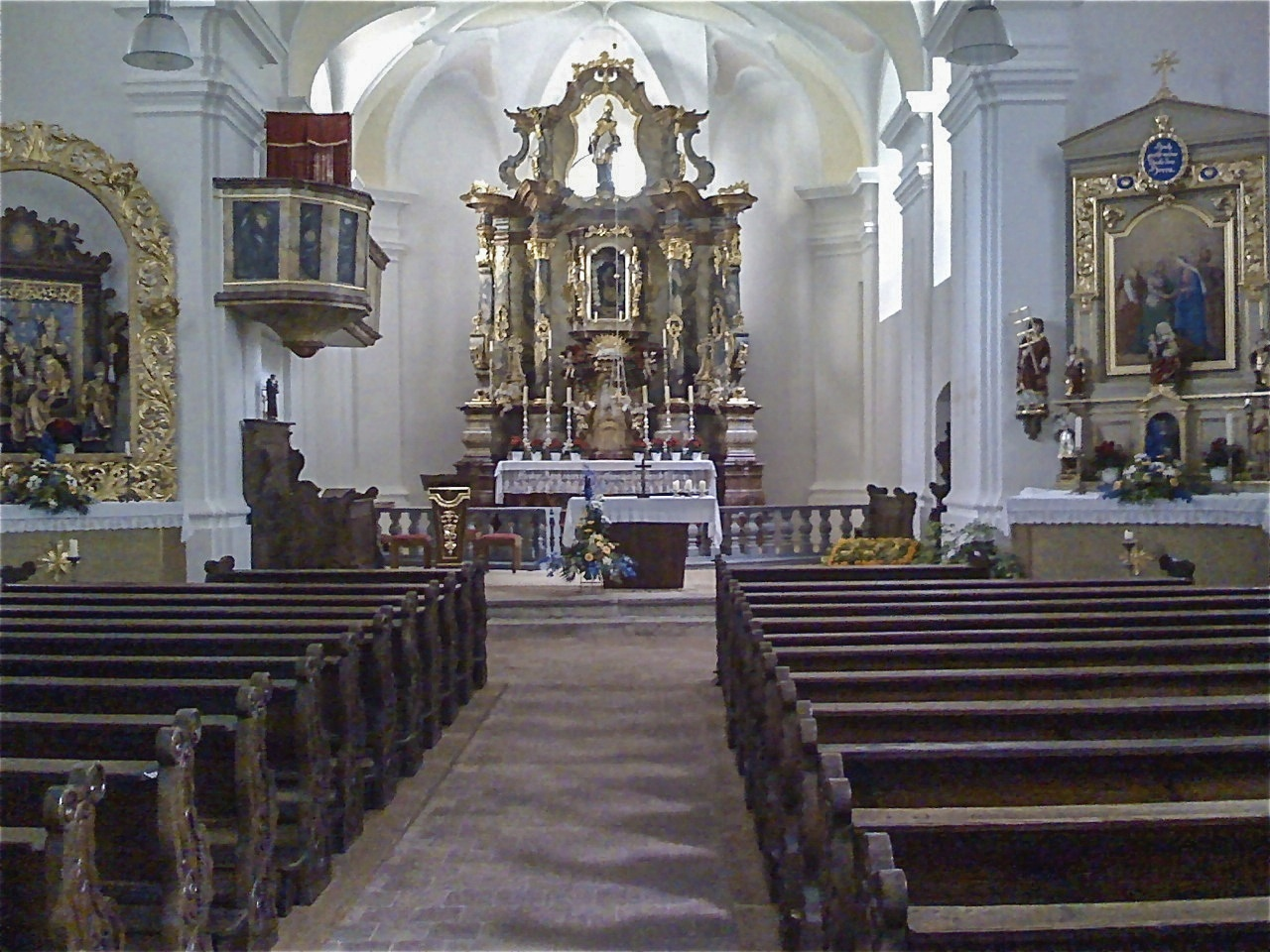
Innenansicht der Mutter-Anna-Kirche (August 2008)

Die Kirche hat drei Altäre. Der Hauptaltar in der Mitte hat einen Altarkasten mit offenem Türchen, darin zentral die Bildnuss des Heiligen Laurentius, rechts des Heiligen Emmeram und links des Heiligen Wolfgang.
Rechts befindet sich ein Seitenaltar mit einem Bild der Heimsuchung Mariens (neuzeitliche Anfertigung aus dem 19. Jahrhundert). Eine Besonderheit ist die kleine Figur der Anna Selbdritt, eine Darstellung der Heiligen Anna mit ihrer Tochter Maria und dem Jesuskind. Selbdritt ist kein Name, sondern bedeutet zu dritt. Die Figur wurde vermutlich um das Jahr 1500 geschnitzt und stammt aus der Gegend um Würzburg.
Der linke Seitenaltar ist ein Akanthusaltar. Diese Art von Altären entstanden um 1680 in Böhmen, von dort gelangten sie nach Bayern und Österreich. Der Akanthusaltar in der Mutter-Anna-Kirche stammt von der Wallfahrtskirche St. Quirin bei Püchersreuth.

## Geläut
Im Turm der Mutter-Anna-Kirche hängen zwei Glocken aus dem späten Mittelalter. Die große Glocke wurde im 14. Jahrhundert von einem unbekannten Gießer gegossen. Die Kleine, ebenfalls von einem unbekannten Gießer geschaffen, stammt aus dem Jahr 1484 und trägt die Namen der vier Evangelisten.